# Ezra Hendrickson
Ezra Hendrickson (Layou, San Vicente y las Granadinas, 16 de enero de 1972) es un exjugador y entrenador de fútbol sanvicentino. Actualmente dirige a la selección de San Vicente y las Granadinas.

## Carrera como jugador
Después de su excepcional temporada de 1996, Hendrickson fue seleccionado en el quinto lugar en el Draft Suplementario de la MLS de 1997 por los New York/New Jersey MetroStars, para quienes jugó ocho partidos en 1997. Durante su tiempo con NY/NJ, los fanáticos lo apodaron 'El Beckenbauer del Caribe'. A mitad de temporada, Hendrickson fue cortado y recogido por Los Angeles Galaxy, donde consolidó su papel como titular y se ganó la reputación de ser uno de los mejores laterales de la MLS. Después de siete temporadas con el Galaxy, Hendrickson fue traspasado al Dallas Burn en 2003.
Cuando los Burn reorganizaron el equipo después de su campaña de 2003, Hendrickson se encontró sin equipo en la MLS y firmó brevemente con la Charleston Battery de la USL First Division. Sin embargo, no mucho después de la temporada 2004, D.C. United lo adquirió para desempeñar un papel de respaldo en su defensa central. Hendrickson fue seleccionado quinto en general por C.D. Chivas USA en el Draft de Expansión después de la temporada. Después de un año con Chivas, estaba de nuevo en movimiento, fue enviado a Columbus Crew a principios de la temporada 2006. Se retiró después de ayudar al Crew a ganar su primer título de la MLS durante la temporada 2008.

## Internacional
Hendrickson también pasó un tiempo como capitán de la Selección nacional de San Vicente y las Granadinas, y fue uno de los mejores jugadores del equipo desde que ganó su primer partido internacional en 1995 contra Barbados. Hizo 24 apariciones con San Vicente y las Granadinas en las eliminatorias de la Copa Mundial de 1998, 2002 y 2006 y 123 en general, anotando dos veces durante un partido de la Copa del Caribe de 1996 contra Haití el 27 de mayo de 1996.

## Carrera como entrenador
Después de retirarse, Hendrickson se unió al personal de Seattle Sounders FC, trabajando como asistente de su exentrenador, Sigi Schmid. Después de administrar las reservas de los Sounders durante varias temporadas, fue nombrado entrenador de Seattle Sounders FC 2 tras la entrada del club en la United Soccer League.

### Chicago Fire
El 24 de noviembre de 2021, Hendrickson fue nombrado entrenador de Chicago Fire de la Major League Soccer a partir de la temporada 2022. El 8 de mayo de 2023, con el club en el penúltimo lugar en la Conferencia Este en 10 partidos, el Fire anunció que Hendrickson había sido relevado de sus funciones, junto con el entrenador asistente Junior González.

### Selección de San Vicente y las Granadinas
El 15 de agosto de 2024, asumió al frente de la selección de San Vicente y las Granadinas.

## Clubes

### Como jugador
| Club                           | País           | Año       |
| ------------------------------ | -------------- | --------- |
| Des Moines Menace              | Estados Unidos | 1994      |
| New Orleans Riverboat Gamblers | Estados Unidos | 1995-1996 |
| NY/NJ MetroStars               | Estados Unidos | 1997      |
| Los Angeles Galaxy             | Estados Unidos | 1997-2003 |
| Dallas Burn                    | Estados Unidos | 2003      |
| Charleston Battery             | Estados Unidos | 2004      |
| D.C. United                    | Estados Unidos | 2004      |
| Chivas USA                     | Estados Unidos | 2005-2006 |
| Columbus Crew                  | Estados Unidos | 2006-2008 |

### Como entrenador
| Club                                      | País                         | Año           |
| ----------------------------------------- | ---------------------------- | ------------- |
| Seattle Sounders II                       | Estados Unidos               | 2015-2018     |
| Chicago Fire                              | Estados Unidos               | 2022-2023     |
| Selección de San Vicente y las Granadinas | San Vicente y las Granadinas | 2024-presente |

## Palmarés

### Como jugador

#### Campeonatos nacionales
| Título             | Club               | País           | Año  |
| ------------------ | ------------------ | -------------- | ---- |
| Supporters' Shield | Los Angeles Galaxy | Estados Unidos | 1998 |
| Supporters' Shield | Los Angeles Galaxy | Estados Unidos | 2002 |
| MLS Cup            | Los Angeles Galaxy | Estados Unidos | 2002 |
| MLS Cup            | D.C. United        | Estados Unidos | 2004 |
| Supporters' Shield | Columbus Crew      | Estados Unidos | 2008 |
| MLS Cup            | Columbus Crew      | Estados Unidos | 2008 |

#### Campeonatos internacionales
| Título                           | Club               | País           | Año  |
| -------------------------------- | ------------------ | -------------- | ---- |
| Copa de Campeones de la Concacaf | Los Angeles Galaxy | Estados Unidos | 2000 |